# Erythroxylum oblanceolatum
Erythroxylum oblanceolatum är en tvåhjärtbladig växtart som beskrevs av William Grant Craib. Erythroxylum oblanceolatum ingår i släktet Erythroxylum och familjen Erythroxylaceae. Inga underarter finns listade i Catalogue of Life.